# 조선항공공업주식회사

조선비행기공업주식회사를 세운 박흥식.

조선비행기공업 주식회사(朝鮮飛行機工業株式會社)는 군용 비행기 생산을 위하여 설립된 일제 강점기 조선의 기업이다. 조선총독부의 요청에 따라 친일 기업가인 박흥식이 주도하여 1944년 10월 1일에 설립되었다. 일본 육군성 및 군수성의 소개로 만주비행기제조 주식회사 및 일본국제항공공업 주식회사와 기술제휴를 맺었다.
이 회사는 8.15 해방 전까지 단 1대의 비행기를 생산하는 것에 그쳤으나, 박흥식은 조선군사령부와의 교섭 끝에 425만 원의 투자금을 훨씬 웃도는 4,800만 원의 군수보상을 얻어냈다. 1945년 12월 조선기계공업 주식회사로 사명을 변경하였다.
이 문서는 검토가 필요하다. 제목의 조선항공공업회사는 내용의 조선비행기공업과는 같은 시기에 세워진 별개의 기업이다. 조선항공공업의 사장은 삼양그룹의 김연수이다. 당시 조선에는 비행기 제작 업체가 3곳이 있었다. 평양의 조선비행기제작소, 안양의 조선비행기공업주식회사, 부산의 조선항공공업주식회사가 별개의 기업이다.

## 참고 문헌
- 정안기 (2015). “1940년대 박흥식의 기업가 활동과 ‘조선비행기공업(주)’”. 《경영사학》 (한국경영사학회) 30 (4): 197-226. 2019년 11월 10일에 확인함.